# Adénylyl-imidodiphosphate
L'adénylyl-imidodiphosphate (AMP-PNP) est un analogue structurel non hydrolysable de l'ATP. Il est utilisé depuis les années 1970 notamment pour étudier les interactions entre l'ATP et les enzymes qui hydrolysent cette molécule (kinases), dont il est un inhibiteur enzymatique,,.